# Mesosa postmarmorata
Mesosa postmarmorata es una especie de escarabajo longicornio de la subfamilia Lamiinae. Fue descrita científicamente por Breuning en 1965.
Se distribuye por Laos, Birmania y Tailandia. Posee una longitud corporal de 13-20 milímetros. El período de vuelo de esta especie ocurre en los meses de abril, mayo, junio, agosto y noviembre.